# Chachaura-Binaganj
Chachaura-Binaganj é uma cidade e uma nagar panchayat no distrito de Guna, no estado indiano de Madhya Pradesh.

## Demografia
Segundo o censo de 2001, Chachaura-Binaganj tinha uma população de 17 303 habitantes. Os indivíduos do sexo masculino constituem 53% da população e os do sexo feminino 47%. Chachaura-Binaganj tem uma taxa de literacia de 67%, superior à média nacional de 59,5%; a literacia no sexo masculino é de 76% e no sexo feminino é de 56%. 17% da população está abaixo dos 6 anos de idade.